# Arch
För andra betydelser, se Arch (olika betydelser).
Arch är en ort och kommun i distriktet Seeland i kantonen Bern, Schweiz. Kommunen har 1 714 invånare (2023).